# ビニール本事件
ビニール本事件（ビニールぼんじけん）とは、ポルノ写真誌（ビニール本）のわいせつ性が争われた事件であり、最高裁は、1983年（昭和58年）3月8日、以下のように判示し、一審・二審で有罪とされた被告人の上告を棄却した。
「本件各写真誌は、絡み合う男女の裸体写真を、その性器及び周辺部分を黒く塗りつぶして修正のうえ印刷・掲載したものであって、いわゆるハードコア・ポルノということはできないが、修正の範囲が狭くかつ不十分で現実の性交等の状況を詳細、露骨かつ具体的に伝える写真を随所に多数含み、しかも、物語性や芸術性・思想性など性的刺激を緩和させる要素は全く見当らず、全体として、もつぱら見る者の好色的興味にうつたえるものであると認められるから（引用略）これを刑法一七五条にいう『猥褻ノ図画』にあたると認めた原判断は、正当である」（刑集37巻2号15頁。なお、本判決には、伊藤正己裁判官の補足意見がある。）